# Blek ålbrosme
Blek ålbrosme (Lycodes pallidus) är en bottenfisk från familjen tånglakefiskar som finns cirkumpolärt i Arktis och angränsande delar av Nordatlanten.

## Utseende
En långsträckt, ålliknande fisk med sammanhängande rygg- stjärt- och analfenor. Sidolinjen är dubbel. Äldre fiskar är oftast brunaktiga utan någon teckning, men ungfiskar kan ha tvärstrimmor i gulbrunt och över huvud taget mer varierande färgteckning. Arten kan bli 26 cm lång, men är oftast inte mer än 18 cm.

## Vanor
En bottenlevande art som lever vid gyttjebottnar på djup mellan 20 och 1 750 m. Födan består av bottendjur som musslor, havsborstmaskar, små kräftdjur och detritus (delvis nerbrutet, dött organiskt material). Få detaljer om fortplantningen är kända, men äggstinna honor har påträffats under sensommaren.

## Taxonomi
Vissa forskare erkänner en underart, Lycodes pallidus marisalbi, som endast finns i Vita havet.

## Utbredning
Den bleka ålbrosmen lever i Norra ishavet och Nordatlanten från arktiska Kanada och Labradorhalvön, Grönland, Jan Mayen, norra Island till Shetlandsöarna och mot Spetsbergen, norra Barents hav, Vita havet, Karahavet och västra Nordenskiölds hav. I Nordamerika tros den gå söderut till Cape Cod i Massachusetts. Arten har påträffats i Norge.